# Björkasjön, Västmanland
Björkasjön är en sjö i Lindesbergs kommun i Västmanland och ingår i Norrströms huvudavrinningsområde. Sjön är 12 meter djup, har en yta på 1,5 kvadratkilometer och är belägen 53 meter över havet.

## Delavrinningsområde
Björkasjön ingår i det delavrinningsområde (660704-147177) som SMHI kallar för Utloppet av Björkasjön. Medelhöjden är 63 meter över havet och ytan är 8,2 kvadratkilometer. Räknas de 53 avrinningsområdena uppströms in blir den ackumulerade arean 1 234,54 kvadratkilometer. Arbogaån som avvattnar avrinningsområdet har biflödesordning 2, vilket innebär att vattnet flödar genom totalt 2 vattendrag innan det når havet efter 207 kilometer. Avrinningsområdet består mestadels av skog (52 procent) och jordbruk (19 procent). Avrinningsområdet har 1,49 kvadratkilometer vattenytor vilket ger det en sjöprocent på 18,1 procent.